# طراحی تخت

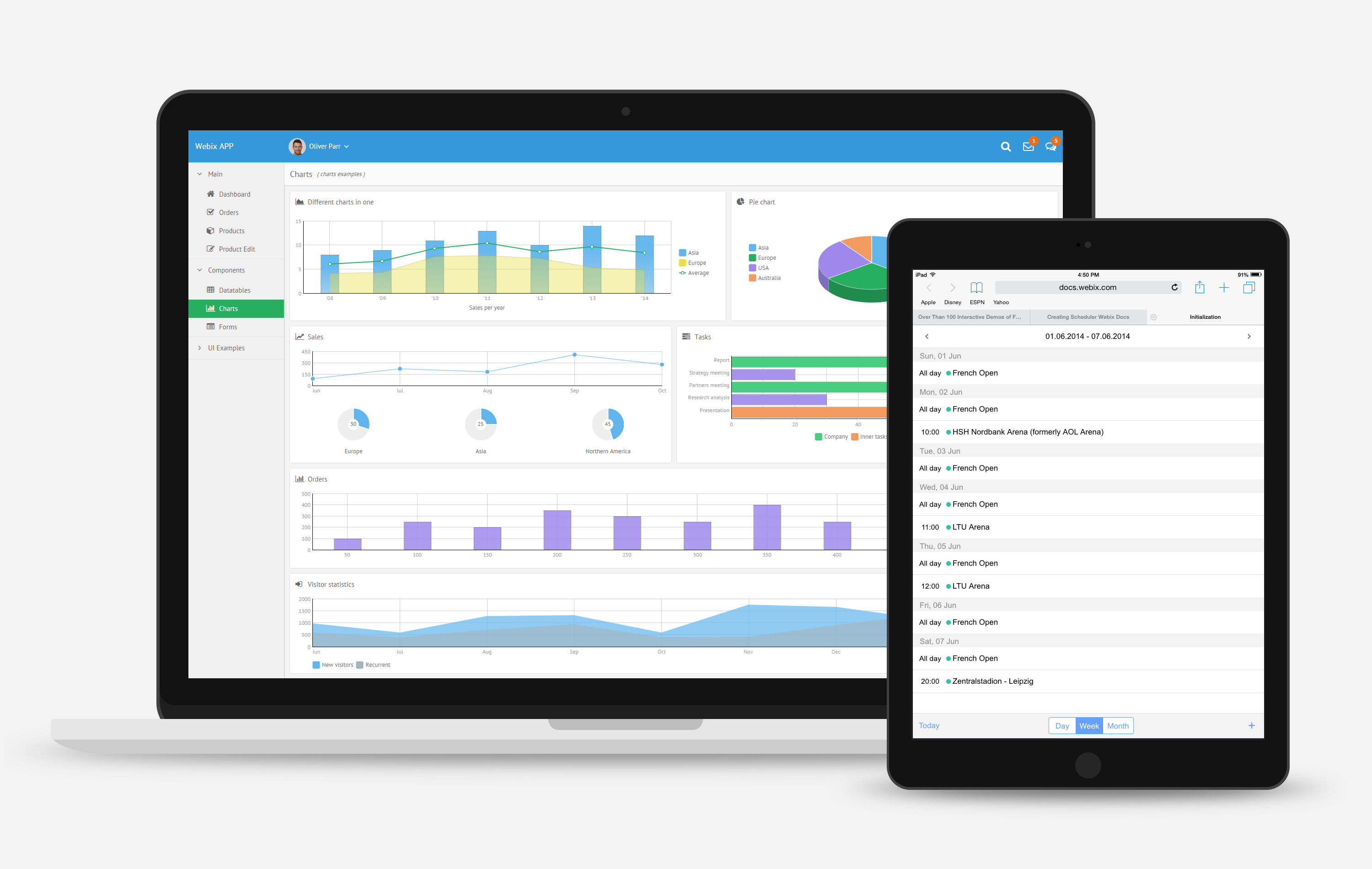
دو واسط کاربر که از طراحی تخت استفاده می‌کنند: طراحی متریال از گوگل (لپ‌تاپ در تصویر) و طراحی iOS 7 از اپل (تبلت در تصویر)

طراحی تخت (به انگلیسی: Flat design) یک گونهٔ طراحی یا به عبارت دیگر زبان طراحی برای واسط کاربر مبتنی بر ساده‌گرایی است که در حال حاضر در انواع گوناگون از رابط کاربر گرافیکی در وب‌سایت‌ها، اپلیکیشن‌های وب و سیستم‌عامل‌های دستگاه‌های قابل حمل مورد استفاده قرار می‌گیرد.
طراحی تخت، از بسیاری جهات، طراحی ساده و وفادار به اصول مینیمالیسم نامیده می‌شود. این طراحی خالی از هر گونه المان سه بعدی است و هر ویژگی‌ای که تصویر معادلی از دنیای واقعی ترسیم نماید را مانند سایه‌های عمیق، شیب و بافت حذف می‌کند، این طراحی صرفاً بر فعل و انفعال آیکون‌ها، تایپوگرافی و رنگ متمرکز شده است. طراحی تخت در مقابل طراحی اسکیومورف قرار دارد.
یکی از بخش‌های بسیار مهم و اساسی در این شیوه طراحی استفاده از رنگ‌ها است. این سبک طراحی از جلوه‌های بصری ویژه مانند سایه و ابعاد استفاده نمی‌کند، بنابراین روش طراحی آن ساده است و به همین منظور بسیار وابسته به رنگ‌ها است. با این‌حال این طراحی در عین سادگی پیچیدگی‌ها مخصوص به خود را دارد. ممکن است ظاهر این روش بسیار آسان و ساده به نظر آید، اما از آنجا که این طراحی به‌شدت بر کاربر دوستی (user friendly) بودن تمرکز دارد، باید دقت بسیار زیادی نیز در رابطه با آن به‌عمل آورد.

## نوشتارهای مرتبط
- طراحی اسکیومورف (Skeuomorph)
- طراحی متریال (پیاده‌سازی طراحی تخت از شرکت گوگل)
- مترو (زبان طراحی) (پیاده‌سازی طراحی تخت از شرکت مایکروسافت)
- صفحه‌کلید تخت